# Segarjaya
Segarjaya is een bestuurslaag in het regentschap Karawang van de provincie West-Java, Indonesië. Segarjaya telt 6292 inwoners (volkstelling 2010).